# Млади вукодлак: Филм
Млади вукодлак: Филм (енгл. Teen Wolf: The Movie) амерички је тинејџерски филм из 2023. године. Режију потписује Расел Малкахи, по сценарију Џефа Дејвиса. Наставак је серије Млади вукодлак (2011—2017). Прати вукодлака Скота Макола (Тајлер Поузи) док штити свој град у Калифорнији од нове претње.
Приказао га је Paramount+ од 26. јануара 2023. године у Сједињеним Америчким Државама, односно SkyShowtime од 27. јануара исте године у Србији. Такође је послужио као полазна тачка за неповезану телевизијску серију Вучји чопор.

## Улоге
- Тајлер Поузи као Скот Макол
- Кристал Рид као Алисон Арџент
- Тајлер Хочлин као Дерек Хејл
- Холанд Роден као Лидија Мартин
- Колтон Хејнс као Џексон Витемор
- Шели Хенинг као Малија Тејт
- Дилан Спрејбери као Лијам Данбар
- Линден Ешби као Ноа Стилински
- Мелиса Понцио као Мелиса Макол
- Џеј-Ар Борн као Крис Арџент
- Кајлин Рамбо као Мејсон Хјуит
- Орни Адамс као Боби Финсток
- Сет Гилијам као Алан Дитон
- Рајан Кели као Џордан Париш
- Ијан Боен као Питер Хејл
- Винс Матис као Илај Хејл
- Ејми Лин Воркман као Хикари Џанг
- Ноби Наканиши као заменик Ишида
- Џон Поузи као Конрад Фенрис
- Л. Б. Фишер као тренер Хоган